# Bonifacy IV Paleolog
Bonifacy IV Paleolog (ur. 21 grudnia 1512, zm. 6 czerwca 1530) – markiz Montferratu w latach 1518-1530. 

## Życiorys
Był synem Wilhelma IX Paleologa i Anny d'Alençon (1492–1562). Jego następcą był Jan Jerzy Paleolog. Jego siostra Małgorzata 16 listopada 1531 poślubiła Fryderyka II Gonzagę. Dzięki temu małżeństwo rodzina Gonzaga odziedziczyli markizat Monferratu w 1536. 